# Переправо, Николай Иванович
Николай Иванович Переправо (21.04.1952-24.08.2020) — селекционер и семеновод многолетних трав, лауреат Государственной премии Российской Федерации в области науки и техники (1999).
Выпускник кафедры растениеводства ТСХА.
С 1974 г. во ВНИИ кормов имени В. Р. Вильямса: аспирант (1974—1977), старший лаборант (1977—1978), младший научный сотрудник, старший научный сотрудник, зам. директора по опытной сети и семеноводству (1995—2011), заведующий лабораторией агротехники семеноводства кормовых культур, ведущий научный сотрудник.
В 1978 г. защитил кандидатскую диссертацию:
- Влияние сроков уборки и минеральных удобрении на продуктивность орошаемого семенника ежи сборной : диссертация … кандидата сельскохозяйственных наук : 06.01.12. — Москва, 1978. — 181 с. : ил.

Лауреат Государственной премии Российской Федерации в области науки и техники (1999) — за работу «Сорта клевера нового поколения — основа устойчивого кормопроизводства и биологизации земледелия Нечернозёмной зоны России».
Скоропостижно умер 24 августа 2020 года.
Сочинения:
- Агроэкологическое семеноводство многолетних трав [Текст] : методическое пособие / [Н. И. Переправо и др.] ; Российская акад. сельскохозяйственных наук, Гос. науч. учреждение Всероссийский науч.-исслед. ин-т им. В. Р. Вильямса. — Москва : Изд-во РГАУ-МСХА, 2013 (Москва : РГАУ-МСХА им. К. А. Тимирязева). — 53 с. : ил., табл.; 21 см; ISBN 978-5-9675-0785-4
- Методические указания по первичному и элитному семеноводству новых сортов клевера лугового [Текст] : (селекции ГНУ ВИК Россельхозакадемии и ТОС «Клевер») : [методические указания] / [Косолапов В. М. и др. ; редкол.: Н. И. Переправо и др.] ; Российская акад. с.-х. наук, Гос. науч. учреждение «Всероссийский науч.-исслед. ин-т кормов им. В. Р. Вильямса». — Москва : Изд-во РГАУ-МСХА им. К. А. Тимирязева, 2010. — 27 с. : ил.; 20 см; ISBN 978-5-9675-0483-9
- Возделывание и использование новой кормовой культуры — фестулолиума — на корм и семена : метод. пособие / Н. И. Переправо, В. М. Косолапов, В. Э. Рябова, В. Н. Золотарев, В. И. Карпин [и др.]. — М. : Изд-во РГАУ-МСХА, 2012. — 28 с.
- Семеноводство многолетних трав: Практические рекомендации по освоению технологий производства семян основных видов многолетних трав / Б. П. Михайличенко, Н. И. Переправо, В. Э. Рябова [и др.]. — М. : Восток, 1999. — 143 с.